# Вімблдонський турнір 2023
Вімблдонський турнір 2023 проходив з 3 по 16 липня 2023 року на кортах Всеанглійського клубу лаун-тенісу і крокету в передмісті Лондона Вімблдоні. Це був 136-й Вімблдонський чемпіонат, а також третій турнір Grand Slam з початку року. Турнір входив до програм ATP та WTA турів.
В індивідуальному розряді серед чоловіків  титул захищав серб Новак Джокович, а серед жінок — представниця Казахстану Олена Рибакіна .

## Огляд подій та досягнень
У чоловічому одиночному розряді переміг іспанець Карлос Алькарас, для якого це перший виграний Вімблдон та другий титул Великого шолома.
У змаганні жінок в одиночному розряді перемогла чешка Маркета Вондроушова. Для неї це перший виграний мейджор.
У змаганні чоловічих пар переміг нідерландсько-британський дует Веслі Колгоф / Ніл Скупскі.  Для обох це перший вімблдонський тріумф, перший виграний мейджор у чоловічому парному розряді й третій грендслем загалом, враховуючи мікст.
У жіночому парному розряді тріумфував тайвансько-чеський дует Сє Шувей / Барбора Стрицова. Для Сє це четвертий вімблдонський титул і шостий грендслем загалом. Стрицова виграла Вімблдон вдруге й не мала перемог на жодному іншому мейджорі.  
У міксті перемогла україно-хорватська пара Людмила Кіченок та Мате Павич. Для Кіченок це перший виграний грендслем, для Павича це перший вімблдонський тріумф, третя перемога в мейджорах у міксті й п'ята загалом, враховуючи два виграні турніри Великого шолома в чоловічому парному розряді.

## Результати фінальних матчів

### Дорослі
| Одиночний розряд. Джентльмени (Детальніше) |                                     |                               |
| Карлос Алькарас                            | Новак Джокович                      | 1–6, 7–6 (8-6), 6–1, 3–6, 6–4 |
|                                            |                                     |                               |
| Одиночний розряд. Леді (Детальніше)        |                                     |                               |
| Маркета Вондроушова                        | Унс Джабір                          | 6–4, 6–4                      |
|                                            |                                     |                               |
| Парний розряд. Джентльмени (Детальніше)    |                                     |                               |
| Веслі Колгоф Ніл Скупскі                   | Марсель Гранольєрс Орасіо Себальйос | 6–4, 6–4                      |
|                                            |                                     |                               |
| Парний розряд. Леді (Детальніше)           |                                     |                               |
| Барбора Стрицова Шувей Сє                  | Сторм Гантер Елісе Мертенс          | 7–5, 6–4                      |
|                                            |                                     |                               |
| Мікст (Детальніше)                         |                                     |                               |
| Мате Павич Людмила Кіченок                 | Йоран Фліген Сю Іфань               | 6–4, 6–7(9–11), 6–3           |
|                                            |                                     |                               |

### Юніори
| Одиночний розряд. Хлопці         |                             |          |
| Генрі Серл                       | Ярослав Дьомін              | 6–4, 6–4 |
|                                  |                             |          |
| Одиночний розряд. Дівчата        |                             |          |
| Клерві Нгунуе                    | Нікола Бартункова           | 6–2, 6–2 |
|                                  |                             |          |
| Парний розряд. Хлопці            |                             |          |
| Якуб Філіп Габріеле Вульпіта     | Бранко Джурич Артюр Геа     | 6–3, 6–3 |
|                                  |                             |          |
| Парний розряд. Дівчата           |                             |          |
| Альона Ковачкова Лаура Самсонова | Ізабель Лейсі Ганна Клагман | 6–4, 7–5 |
|                                  |                             |          |